# Thunder Bay
Thunder Bay is een stad in Canada in de provincie Ontario. Thunder Bay telde in 2011 bij de volkstelling 108.359 inwoners (2011).

## Geografie
De stad ligt aan de gelijknamige baai (donderbaai) aan de noordoostelijke oever van het Bovenmeer. Het is de hoofdstad van het district Thunder Bay van de provincie Ontario. De stad ontstond in 1970 door een fusie van de steden Fort William, Port Arthur en de gemeenten Neebing en McIntyre.

## Economie
Thunder Bay ligt aan de Trans-Canada Highway. De stad heeft een belangrijke haven voor het transport van graan en andere landbouwproducten. Het is de grootste haven aan de Saint Lawrencezeeweg en de zesde haven van Canada. Thunder Bay heeft een internationale luchthaven: Thunder Bay International Airport.
De regionale luchtvaartmaatschappij Wasaya Airways is in Thunder Bay gevestigd. Spoorwegproducent Bombardier Transportation heeft een productielocatie in Thunder Bay. De laatste kolencentrale van Canada werd in 2014 in Thunder Bay gesloten. De fabriek werd daarna omgebouwd tot biomassacentrale.

## Geboren
- Kevin Durand (1974), acteur
- Eric Staal (1984), ijshockeyer
- Marie Avgeropoulos (1994), actrice

## Galerij

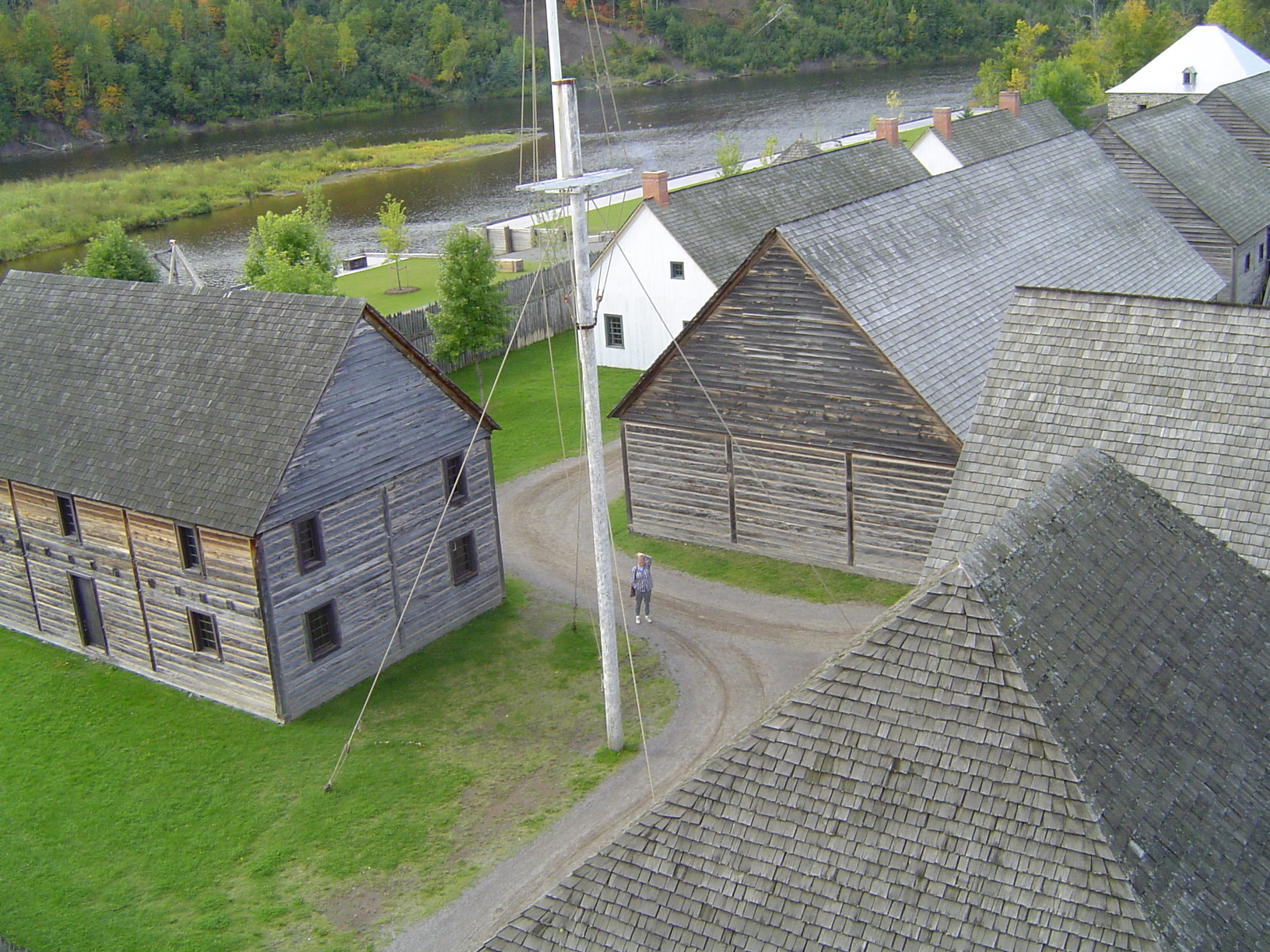
Fort William Historical Park
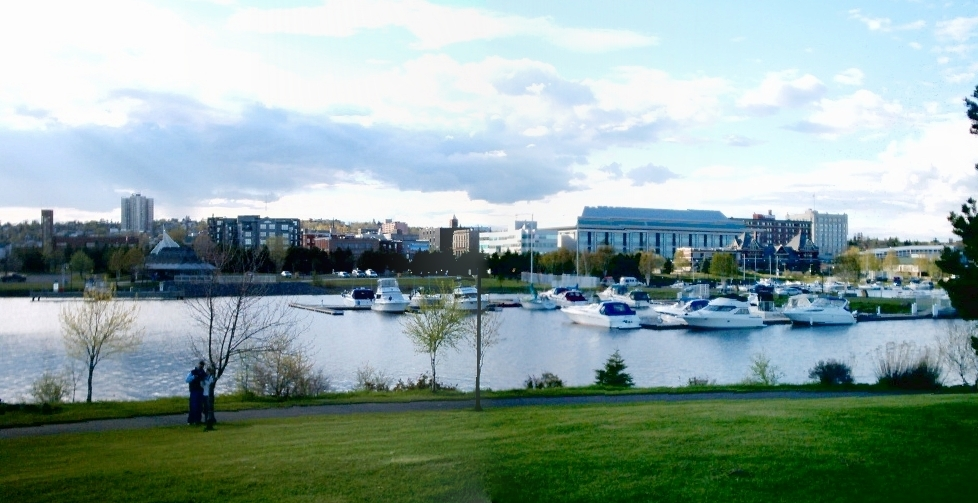
Port Arthur
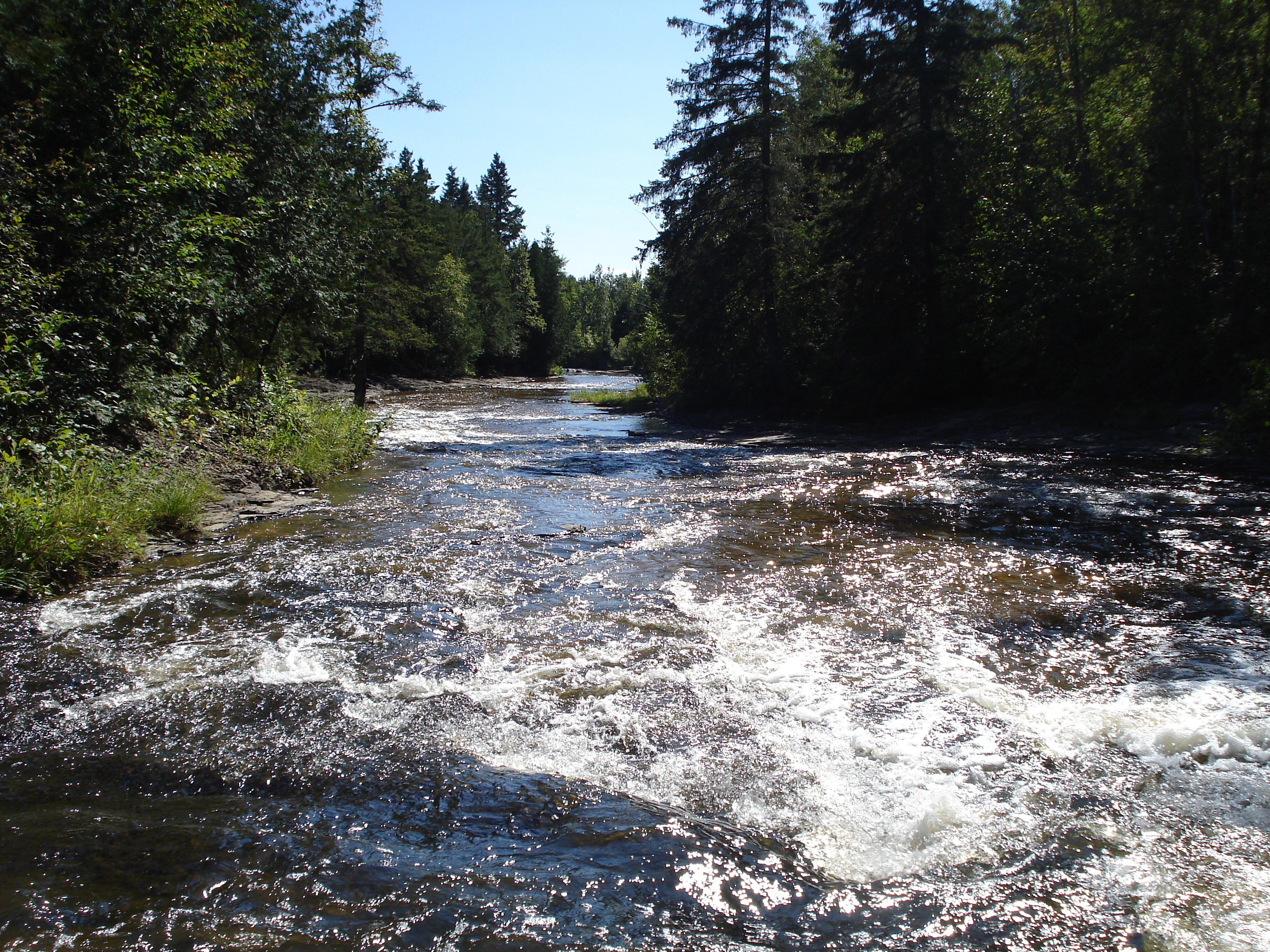
McIntyre River
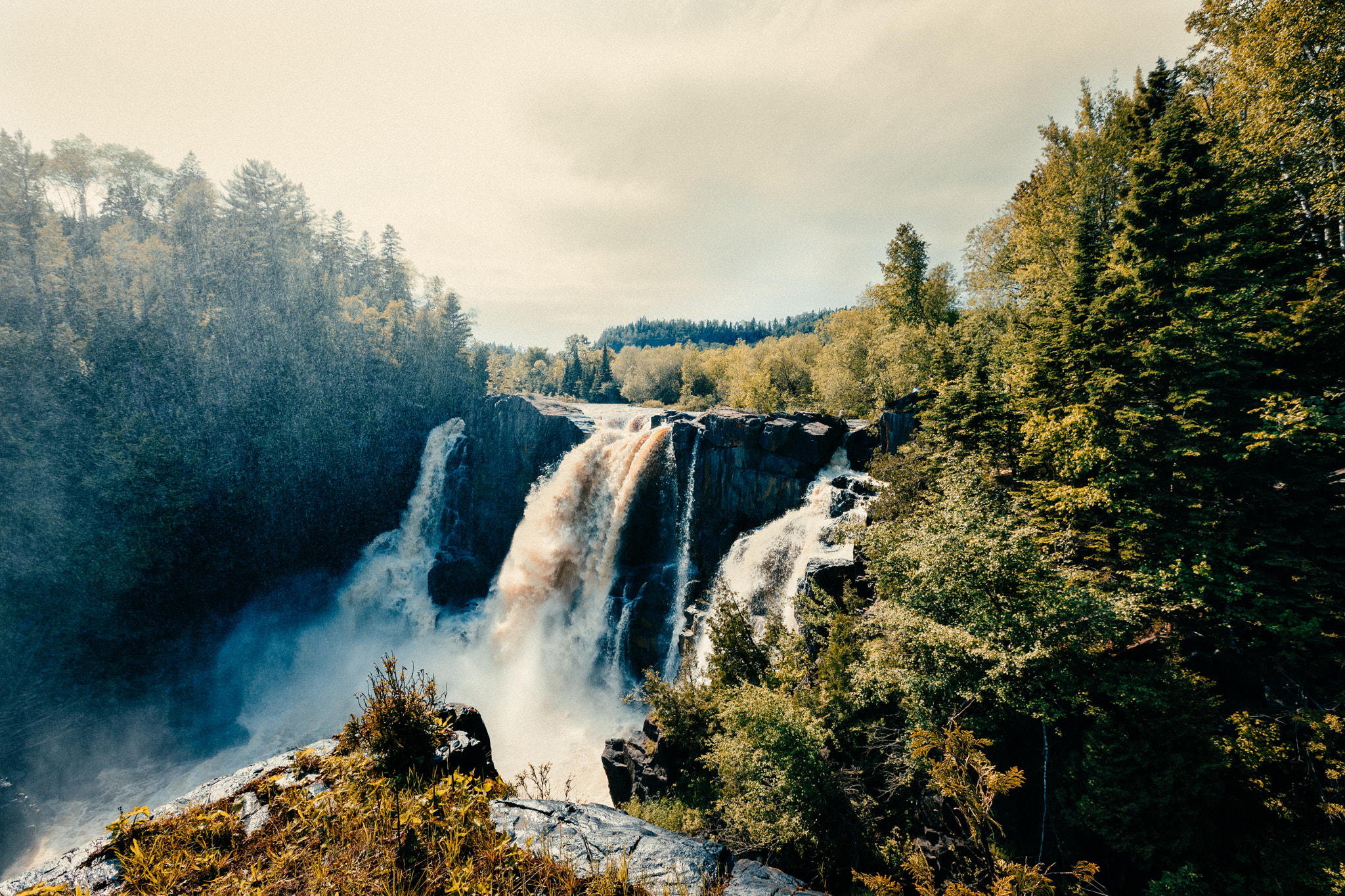
Pigeon Falls in Neebing